# 銭惟演
銭 惟演（せん いえん、太平興国2年（977年）- 景祐元年7月18日（1034年9月3日））は、中国北宋の政治家・詩人。字は希聖。杭州臨安県の人。

## 経歴

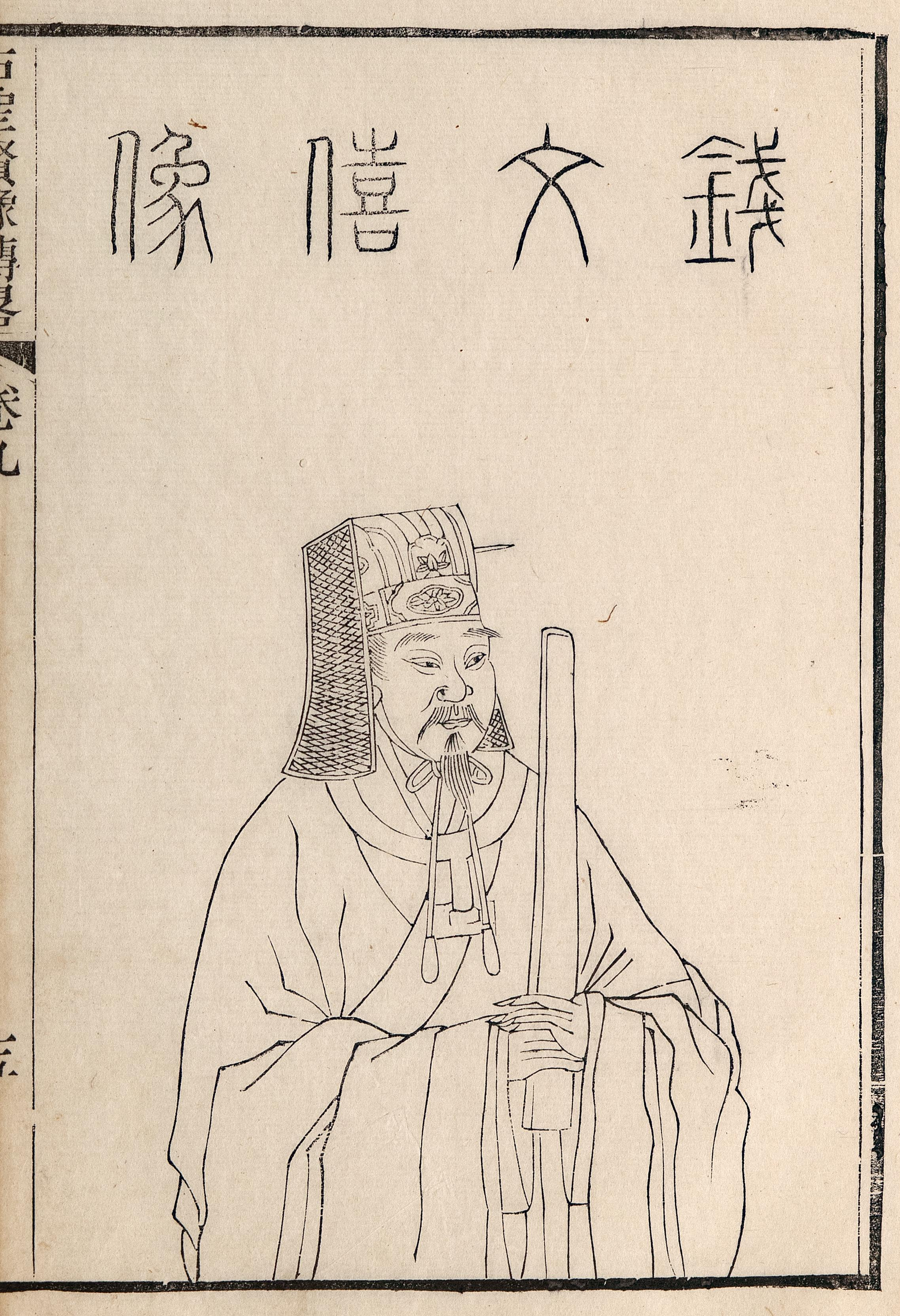
銭惟演

呉越の最後の国王である忠懿王銭弘俶の十四男として生まれる。太平興国3年（978年）、父の銭弘俶が宋の太宗に国土を献じて呉越は滅亡した。銭弘俶は淮南国王に封じられ、惟演は団練副使・右屯衛将軍の官を与えられた。咸平3年（1000年）、皇帝真宗に『咸平聖政録』三巻を献じ、その文才を賞されて太僕少卿に任じられる。以後文人官僚として頭角を表し『冊府元亀』の編纂に参加。大中祥符元年（1008年）に知制誥、天禧2年（1018年）には翰林学士となった。
政治的には妹を真宗の皇后劉氏の義兄の劉美（龔美）に嫁がせて姻戚となり、丁謂と結んで寇準を攻撃した。寇準が左遷され、仁宗が即位すると銭惟演は宰相丁謂の下で枢密副使を務めるが、丁謂が罪を得て罷免されると今度は丁謂を非難して保身を図った。
幼い仁宗を立てて垂簾聴政を行った劉太后の姻戚であることから枢密使・同平章事にまで上るが、西京留守に任じられて洛陽へ転出させられる。明道2年（1033年）に劉太后が崩ずると後ろ盾を失い、弾劾されて随州に謫居の身となり、ほどなく没した。
銭惟演の諡ははじめ「文墨」（墨は貪欲あるいは汚職を意味する悪諡）とされたが、遺族の抗議により「思」（悔いる、前非を改めるの意）となった。慶暦年間に「文僖」（僖は「過有るを僖と為す」であり良諡ではないとされる）とふたたび改められた。
銭惟演の子孫は代々宋朝の高官として重きをなし、六世の孫の銭象祖は南宋中期に寧宗の左丞相を務めている。

## 詩人として
銭惟演は楊億・劉筠とともに『西崑酬唱集』に参加した西崑派の中心人物であった。晩年は後進を引き立てることを好み、河南府の主簿にすぎなかった梅堯臣の詩才を賞賛し「忘年の交わり」を結んだ。洛陽時代の幕下に欧陽脩・謝絳・尹洙・富弼がいる。